# 29. avgust
29. avgust je 241. dan leta (242. v prestopnih letih) v gregorijanskem koledarju. Ostaja še 124 dni.

## Dogodki
- 1009 – stolnica v Mainzu je bila na dan posvetitve močno poškodovana v požaru
- 1189 – Dubrovnik z bosanskim banom Kulinom sklene sporazum, ki mu omogoči neovirano trgovanje po Bosni
- 1252 – v listini Bernarda Koroškega prvič omenjen Vipavski Križ
- 1289 – ustanovljena inkvizicija
- 1526 – Turki v bitki pri Mohácsu potolčejo Madžare
- 1842 – konča se opijska vojna med Združenim kraljestvom in Kitajsko, ki mora odpreti svoja pristanišča in prepustiti Hongkong
- 1885 – Gottlieb Daimler vloži patentno vlogo za motocikel
- 1920 – med Podlipo in Smrečjem pri Vrhniki organizirajo prvo motociklistično dirko v Sloveniji
- 1944 – Peter II. Karađorđević odvzame poveljevanje Draži Mihajloviću in s tem prizna Titovo vojsko
- 1945 – ameriške oborožene sile začnejo zasedati Japonsko
- 1991 – sovjetski parlament zamrzne račune Komunistične partije Sovjetske zveze in ji s tem onemogoči delovanje
- 2005 – orkan Katrina opustoši južni del ZDA

## Rojstva
- 1347 – John Hastings, angleški plemič, 2. grof Pembroke († 1375)
- 1619 – Jean-Baptiste Colbert, francoski finančnik, državnik († 1683)
- 1632 – John Locke, angleški filozof († 1704)
- 1709 – Jean-Baptiste-Louis Gresset, francoski pesnik, dramatik († 1777)
- 1756 – Jan Śniadecki, poljski književnik, matematik, astronom, filozof († 1830)
- 1767 – Louis de Saint-Just, francoski revolucionar († 1794)
- 1780 – Jean Auguste Dominique Ingres, francoski slikar († 1867)
- 1796 – Gaspard-Théodore Mollien, francoski raziskovalec, diplomat († 1872)
- 1862 – Maurice Maeterlinck, belgijski pesnik, dramatik, nobelovec 1911 († 1949)
- 1892 – Alexandre Koyré, francosko-ruski filozof in zgodovinar († 1964)
- 1898 – Preston Sturges, ameriški filmski režiser († 1959)
- 1904 – Werner Forssmann, nemški kirurg, nobelovec 1956 († 1979)
- 1915 – Ingrid Bergman, švedska filmska igralka († 1982)
- 1923 – Richard Attenborough, britanski igralec, režiser in filmski producent († 2014)
- 1958 – Michael Jackson, ameriški pop pevec († 2009)
- 1967 – Jiří Růžek, češki fotograf
- 1979 – Ruslan Lobanov, ukrajinski fotograf
- 1980 – William Levy, mehiški igralec
- 1993 – Liam Payne, član glasbene skupine One direction
- 1997 – Veronika M. P., dijakinja, flavtistka, košarkašica
- 1999 – Artti Aigro, estonski smučarski skakalec

## Smrti
- 886 – Bazilij I. Makedonec, bizantinski cesar (* 811)
- 1093 – Hugo I., burgundski vojvoda (* 1057)
- 1135 – Al-Mustaršid, abasidski kalif (* 1092)
- 1159 – Berta Sulzbaška, nemška princesa, bizantinska cesarica, soproga Manuela I. Komnena
- 1298 – Eleanora Angleška, princesa, grofica Bara (* 1269)
- 1315:
  - Karel Tarantski, neapeljski princ, titularni latinski cesar (* 1296)
  - Peter Tempesta, neapeljski plemič, grof Ebolija (* 1291)
- 1395 – Albert III. Habsburški, avstrijski vojvoda, habsburški grof (VII.) (* 1349)
- 1523 – Ulrich von Hutten, nemški humanist, pesnik in reformator (* 1488)
- 1526 – Pál Tomori, ogrski general in kaloški nadškof (* 1475)
- 1526 – Ludvik II. Jagelo, ogrsko-hrvaški in češki kralj (* 1506)
- 1533 – Atahualpa, inkovski vladar (* okoli 1502)
- 1623 – Kuroda Nagamasa, japonski bojevnik (* 1568)
- 1797 – Joseph Wright, angleški slikar (* 1734)
- 1868 – Christian Friedrich Schönbein, nemški kemik (* 1799)
- 1904 – Murat V., sultan Osmanskega cesarstva (* 1840)
- 1916 – Johan Oskar Backlund, švedsko-ruski astronom (* 1846)
- 1922 – Georges Sorel, francoski anarhist (* 1847)
- 1929 – Segej Pavlovič Djagilev, ruski baletnik (* 1872)
- 1937 – Otto Ludwig Hölder, nemški matematik (* 1859)
- 1946 – John Steuart Curry, ameriški slikar (* 1897)
- 1947 – Manuel Laureano Rodríguez Sánchez - Manolete, španski bikoborec (* 1917)
- 1964 – Juš Kozak, slovenski pisatelj (* 1892)
- 1975 – Eamon de Valera, irski državnik, predsednik (* 1882)
- 1982 – Ingrid Bergman, švedska filmska igralka (* 1915)
- 1987 – Antoinette de Vaucouleurs, francosko-ameriška astronomka (* 1921)
- 1989 – sir Peter Markham Scott, angleški ornitolog, naravovarstvenik, slikar (* 1909)
- 2003 – Horace Welcome Babcock, ameriški astronom (* 1912)
- 2010 – Saša Vegri, slovenska pisateljica (* 1934)

## Prazniki in obredi
- praznik mučeništva Janeza Krstnika (po domače Janez brez glave) v Rimskokatoliški in v pravoslavnih Cerkvah (v Cerkvah, ki uporabljajo še stari pravoslavni koledar, je ta praznik 11. septembra)